# Conus mazei
Conus mazei is een in zee levende slakkensoort uit het geslacht Conus. De slak behoort tot de familie Conidae. Conus mazei werd in 1874 beschreven door Deshaye. Net zoals alle soorten binnen het geslacht Conus zijn deze slakken roofzuchtig en giftig. Zij bezitten een harpoenachtige structuur waarmee ze hun prooi kunnen steken en verlammen.